# 王志 (1965年)
王志（1965年—），男，中国中央电视台节目主持人。

## 生平
1986年，王志毕业于湖南师范大学中文系。毕业后于湖南电视台任新闻记者。
1994年2月，进入中央电视台，任《东方之子》和《新闻调查》栏目主持人。2003年1月，任《面对面》栏目制片人和主持人。2008年，任《焦点访谈》栏目出镜记者和主持人。
2008年10月，王志出任云南省丽江市副市长。2010年5月20日，王志被免去丽江市副市长职务。
同年9月，出任中国红十字基金会书记、中国红十字基金会常务副理事长。2012年8月，王志转任中国传媒大学校长助理。2014年5月，王志与陕西卫视签约，开始重新担任主持人。
2023年9月，任中央民族大学党委常委、副校长。

## 家庭
妻子朱迅，央视主持人。

## 所获奖项
- 1994年、1995年、2002年三次荣获中国电视新闻一等奖
- 1996年，“金士明”杯全国电视节目主持人大赛新闻奖奖
- 1999年，参与制作的电视节目《生命》获得亚广联特别奖
- 2004年，荣获“中国青年五四奖”